# Hugo Barbet
Hugo Barbet (Challans, Francia, 22 de noviembre de 2001) es un futbolista francés que juega como portero en el F. C. Nantes de la Ligue 1.

## Trayectoria
En enero de 2022 debutó en la liga profesional con el E. A. Guingamp como suplente de última hora en el empate a uno con el Valenciennes F. C.
El 19 de junio de 2022 amplió su contrato con el Guingamp por dos temporadas y fue cedido al F. C. Bastia-Borgo para la temporada 2022-23.
El 6 de julio de 2023 se convirtió en nuevo jugador del Nantes como agente libre.

## Selección nacional
Ha representado a Francia en las categorías sub-19 y sub-20.

## Estadísticas

### Clubes
Actualizado al último partido disputado el 23 de septiembre de 2022.
| Club                       | Div.          | Temporada     | Liga  | Liga  | Copas nacionales | Copas nacionales | Copas internacionales | Copas internacionales | Total | Total |
| Club                       | Div.          | Temporada     | Part. | Goles | Part.            | Goles            | Part.                 | Goles                 | Part. | Goles |
| -------------------------- | ------------- | ------------- | ----- | ----- | ---------------- | ---------------- | --------------------- | --------------------- | ----- | ----- |
| E. A. Guingamp II Francia  | 5.ª           | 2018-19       | 3     | -3    | —                | —                | —                     | —                     | 3     | -3    |
| E. A. Guingamp II Francia  | 4.ª           | 2019-20       | 4     | -6    | —                | —                | —                     | —                     | 4     | -6    |
| E. A. Guingamp II Francia  | 4.ª           | 2020-21       | 1     | -1    | —                | —                | —                     | —                     | 1     | -1    |
| E. A. Guingamp II Francia  | 4.ª           | 2021-22       | 10    | -9    | —                | —                | —                     | —                     | 10    | -9    |
| E. A. Guingamp II Francia  | Total club    | Total club    | 18    | -19   | 0                | 0                | 0                     | 0                     | 18    | -19   |
| E. A. Guingamp Francia     | 2.ª           | 2021-22       | 2     | -1    | 0                | 0                | —                     | —                     | 2     | -1    |
| E. A. Guingamp Francia     | Total club    | Total club    | 2     | -1    | 0                | 0                | 0                     | 0                     | 2     | -1    |
| F. C. Bastia-Borgo Francia | 3.ª           | 2022-23       | 7     | -12   | 0                | 0                | —                     | —                     | 7     | -12   |
| F. C. Bastia-Borgo Francia | Total club    | Total club    | 7     | -12   | 0                | 0                | 0                     | 0                     | 7     | -12   |
| Total carrera              | Total carrera | Total carrera | 27    | -32   | 0                | 0                | 0                     | 0                     | 27    | -32   |